# Britt Hagman (hembygdsforskare)
För andra betydelser, se Britt Hagman.
Britt Inger Hagman, född 26 juni 1932 i Göteborg, död 25 november 2023 var en svensk hembygdsforskare och författare från Örby.